# Krabbkungsfiskare
Krabbkungsfiskare (Todiramphus saurophagus) är en fågel i familjen kungsfiskare inom ordningen praktfåglar.

## Utseende och läte
Krabbkungsfiskaren är en stor kungsfiskare med gnistrande vitt huvud, ett tunt svart streck bakom ögat och blågrön rygg. Ungfågeln är mer färglös med beige på hjässan och undersidan. Den rena vita hjässan och smala (ej breda) strecket bakom ögat skiljer den från alla former av den mindre halsbandskungsfiskare med släktingar. Arten är ljudlig med hårda läten, ett "choo-cheew" som faller på andra stavelsen samt ett snabbt och uppjagat "kip-kip-kip-kip-kip".

## Utbredning och systematik
Krabbkungsfiskare delas in i två till tre underarter med följande utbredning:
- Todiramphus saurophagus saurophagus – Moluckerna till Bismarckarkipelagen och Salomonöarna
- Todiramphus saurophagus anachoreta (inkluderas ofta i admiralitatis[3]) – Ninigo-, Hermit- och Kanietöarna norr om Nya Guinea
- Todiramphus saurophagus admiralitatis – Amiralitetsöarna

## Levnadssätt
Krabbkungsfiskaren hittas i mangroveträsk, på stränder och utmed klippiga kuster. Där uppträder den enstaka eller i par, ofta sittande på exponerade klippavsatser eller träd utmed kusten.

## Status
Arten har ett stort utbredningsområde och beståndet anses vara stabilt. Internationella naturvårdsunionen IUCN listar den därför som livskraftig (LC).